# 莫季亞日湖
56°09′16″N 28°22′04″E / 56.15444°N 28.36778°E
莫季亞日湖（俄语：Мотяж），是俄羅斯的湖泊，位於該國西北部，由普斯科夫州負責管轄，處於謝別日區，面積2.3平方公里，集水區面積22平方公里，平均水深3米，最大水深8米。